# Méry-sur-Cher
Méry-sur-Cher település Franciaországban, Cher megyében. Lakosainak száma 710 fő (2022. január 1.). Méry-sur-Cher Saint-Georges-sur-la-Prée, Saint-Hilaire-de-Court, Thénioux, Vierzon és Theillay községekkel határos.

## Népesség
A település népessége az elmúlt években az alábbi módon változott:
| Lakosok száma | 515  | 555  | 601  | 674  | 680  | 665  | 678  | 694  | 703  | 710  |
|               | 1968 | 1982 | 1990 | 2006 | 2013 | 2015 | 2017 | 2019 | 2020 | 2022 |